# 9619 Terrygilliam
9619 Terrygilliam är en asteroid i huvudbältet som upptäcktes den 17 mars 1993 i samband med projektet UESAC. Den fick den preliminära beteckningen 1993 FS9 och  namngavs senare efter Terry Gilliam, den amerikanske medlemmen i Monty Python.
Den tillhör asteroidgruppen Martes.
Terrygilliams senaste periheliepassage skedde den 2 juni 2020.[Uppdatering behövs]

## Namngivningen
Terrygilliam är den tredje i en serie av sex asteroider som namngetts efter medlemmarna i Monty Python. Här är den fullständiga listan:
- 9617 Grahamchapman
- 9618 Johncleese
- 9619 Terrygilliam
- 9620 Ericidle
- 9621 Michaelpalin
- 9622 Terryjones
- 13681 Monty Python